# Reine D = 4 N = 1 Supergravitation
Reine D = 4 N = 1 Supergravitation (kurz Reine D = 4 N = 1 SUGRA) ist ein Spezialfall der Supergravitation, einer Kombination aus Supersymmetrie (kurz SUSY) und Gravitation (beschrieben durch die Allgemeine Relativitätstheorie), in vier Dimensionen (D = 4) und mit einem Symmetrieoperator (N = 1). In der Theorie werden im Gegensatz zur gekoppelten D = 4 N = 1 Supergravitation keine Materiefelder betrachtet. Erstmals konstruiert wurde die Theorie im Jahr 1976 von Daniel Zissel Freedman, Peter van Nieuwenhuizen und Sergio Ferrara sowie unabhängig von Stanley Deser und Bruno Zumino.

## Felder
D = 4 N = 1 Supergravitation beschreibt ein Feld mit Spin 2, dessen Quantum das Graviton ist. Diesem entspricht durch den Symmetrieoperator ein Feld mit Spin 3/2, dessen Quantum das Gravitino ist.

## Verbindung zu anderen Theorien
Eine Kompaktifizierung über einer sechsdimensionalen Calabi-Yau-Mannigfaltigkeit führt zu einem Symmetriebruch auf ein Viertel der ursprünglichen Supersymmetrie, etwa wird die heterotische Stringtheorie auf eine N = 1 Supergravitation und eine Typ II-Stringtheorie auf eine N = 2 Supergravitation reduziert. Eine Kompaktifizierung über einer sechsdimensionalen Calabi-Yau-Orientifaltigkeit führt sogar zu einem Symmetriebruch auf ein Achtel der ursprünglichen Supersymmetrie, etwa wird eine Typ II-Stringtheorie dann ebenfalls auf eine N = 1 Supergravitation reduziert. Ebenso führt die Kompaktifizierung der elfdimensionalen M-Theorie über einer siebendimensionalen G2-Mannigfaltigkeit auf eine D = 4 N = 1 Supergravitation.